# Juan Bautista de Escalante
Juan Bautista de Escalante (se desconoce la exactitud de su fecha y lugar de nacimiento y muerte, aunque se sabe que murió cerca de Fronteras, Sonora) fue un explorador, militar y colonizador español que fundó gran parte del territorio que hoy se conoce como el estado de Sonora. Contrajo matrimonio con Doña Andrea López de Miranda, con quien tuvo dos hijos.

## Inicios en Sonora
Acompañó al padre Eusebio Francisco Kino en 1685 en su viaje a la Baja California, siendo este el primer registro de actividad en la región. El Almirante Isidro de Atondo y Antillón le encargó la custodia de las perlas recabadas durante la expedición. Después, vivió en el mineral de Motepori, en el noreste de lo que actualmente se conoce como el estado de Sonora. Se asentaría en esta región, y partiría desde este con dirección hacia el sur del estado, para fundar varios pueblos. En 1689, fue nombrado Teniente de Alcalde Mayor en el mineral de Nuestra Señora del Rosario de Nacozari y, un año después,  causó alta como Sargento de la Compañía Volante de Sonora. Militó a las órdenes de los generales Francisco Ramírez de Salazar y Domingo Jironza. En 1697, mientras acompañaba al Padre Kino en un viaje a la Pimería Alta, cruzó nadando el Río Gila para explorar unas ruinas de casas y edificios indígenas en lo que hoy se conoce como Florence, Arizona. Se ganó el ascenso a Alférez cuando asistió a la acción de guerra del Quíburi. Dada su incesante actividad, los jesuitas de la región le nombraban el soldado sin reposo.

## Fundación de El Pitic y otros pueblos
Desde 1699, el alcalde mayor de Sonora, Domingo Gironza Petris y Cruzat, le encomendó la tarea de pacificación de varios poblados de la región, ya fuera castigando a los indígenas Seris salineros (los que comúnmente atacaban rancherías, pueblos y otros asentamientos), o bien, llegando a arreglos entre los pobladores para conservar la tranquilidad social. Esta era la función de las Compañías Volantes que, a diferencia de los Presidios, no contaban con un lugar fijo, sino que se encargaban de vigilar la zona que estaba delimitada por una jurisdicción. Así se le encomendó recorrer el territorio desde el noreste de Sonora, hacia el suroeste, fundando muchos de los pueblos más importantes del estado, incluyendo lo que es hoy la ciudad capital del Estado de Sonora: Hermosillo.

### Recorrido durante el mes de mayo de 1700
En mayo de 1700, Juan Bautista de Escalante recorrió varias poblaciones y, a su paso, fundó y pacificó el territorio que hasta esa época era, en gran parte, salvaje. El 10 de mayo, partió desde Cucurpe y fue recibido cálidamente en Santa María Magdalena de los Tepocas, donde los indígenas recibieron instrucciones y asesoría agrícola. El día siguiente salió a San José de Opodepe, donde pasó la noche. El 12 de mayo viajó hasta el pueblo de Nacameri, conocido actualmente como Rayón, donde se reunió con el padre Daniel Janusque. El día siguiente llegó al pueblo de Santa María del Pópulo, al norte de San Miguel de Horcasitas. Como en los otros pueblos, fue bienvenido por el gobernador indígena, disponiendo su obediencia. En este pueblo se encontró con el padre jesuita Adamo Gilg, ministro doctrinero, quien se uniría a la empresa. Partieron hacia el suroeste el día 15 de mayo. 
Su primera parada antes de llegar a la ranchería del Pitiquín, fue a un paraje donde un grupo de indígenas, convencidos y pacificados anteriormente por el padre Adamo Gilg, recibieron a Juan Bautista de Escalante con arcos y cruces puestos en dos filas, y le besaron los pies en muestra de humildad. El Alférez les pregunto la razón de su sumisión, a lo que respondieron que estaban convencidos de que venían a hacer el bien por las personas y que estaban persiguiendo a los grupos de indígenas rebeldes, castigando a todos aquellos que estuvieran amenazando la paz social. La interlocución se hizo a través del gobernador de indígena de Santa María del Pópulo, Francisco Santiago. 
Después de pasar una noche a las orillas del río Santa María del Pópulo, actualmente Río San Miguel, se trasladó junto con su comitiva hasta llegar a San Javier de los Cocomacaques, un pueblo situado a orillas de lo que hoy se conoce como el Río Sonora, donde pasó la siguiente noche.

#### Llegada a la Ranchería El Pitiquín
Fue recibido de rodillas por los indígenas de esta ranchería (la cual sería nombrada ese día como La Santísima Trinidad del Pitic) quienes le daban su obediencia al padre Gilg, el 18 de mayo de 1700, día en el que se celebra la Santísima Trinidad. El gobernador de la ranchería había mandado a hacer tres casas de enramadas para él y para sus acompañantes. El capitán de guerra, Pedro Baricua, sería el intérprete que ayudaría a entregar el mensaje de los colonizadores: estaban en búsqueda de justicia por los agravios que los Seris salineros malhechores habían causado a estas comunidades, saqueándolos y matando a mucha gente inocente. Escalante les propuso hacer las paces con todos, incluyendo los salineros, prometiendo justicia a quienes no cumplieran con esta propuesta; también ordenó que se construyera una ermita para que el padre Adamo Gilg ofreciera misa y bautizara a quien lo deseara.
El día siguiente, se ofreció la misa en la que se bautizarían setenta y siete indígenas, de un total de cien habitantes contabilizados, de lo que sería el primer censo de la Santísima Trinidad del Pitíc. Después de los servicios religiosos, Juan Bautista de Escalante pidió que los indígenas se unieran en paz, dándose un abrazo entre Seris pacíficos y Seris salineros, pronunciando un mensaje, del cual se cita la siguiente parte:  

... que en adelante no tuviesen guerras, sino que viviesen como cristianos y que tratasen unos con otros con ferias de la ropa de su uso y semillas de sus siembras, a que respondieron de una y otra parte, que así lo harían dándome muchas gracias por el bien que les hacía de asentar las paces.

#### El resto del recorrido
Del 20 al 28 de mayo visitó las poblaciones de El Pescadero, Real de Quisuaní, Nácori Grande, San José de Pimas, San Marcial y Belén. En estos lugares encontró algunos indios pimas que habitaban en el Pitiquín, a quienes les aconsejó regresar a su pueblo, ya que estaban establecidos y pacificados. Sin embargo, el proceso de pacificación de toda la región tomaría más años y mayor esfuerzo, al cual se sumaría, entre otros, el Capitán vitalicio del Presidio de Janos, Antonio Bezerra Nieto, el padre Giusseppe María Genovese y el padre Cristóbal de Cañas.

## Otras expediciones y cargos
Se atribuye la fundación de los pueblos de Magdalena, Fábrica de los Ángeles y El Pópulo. También visitó la Isla del Tiburón, reconoció la bahía de Guaymas y comprendió en informes el estado de las misiones de Tuape, Cucurpe, entre otras más. En 1703, el General Fuel Saldaña lo dio de baja del ejército, sin más explicación que no poder recuperar siete caballos robados por los Apaches en el Presidio de Fronteras. Poco tiempo después le encargaron el mando de la región de las Californias, obteniendo la reposición de su nombramiento como Aflérez de la Compañía del Volante. Se estableció en Metepori, donde fue designado Teniente de Alcalde Mayor; un año más tarde recibió el mando de una sección ubicada en Nacozari.

## Fin de su vida
Se retiró en 1722, y años después es muerto por unos apaches, descuartizado cerca de Fronteras, después haber salido por mercancías.